# 蕩陰之戰
蕩陰之戰是中國歷史上一場發生於晉朝八王之亂期間發生的一場戰爭。戰事由司馬越為大都督，奉晉惠帝自洛陽兵向鄴城，討伐皇太弟司馬穎。最終司馬穎的軍隊於蕩陰獲勝，並俘晉惠帝至鄴。

## 起因
太安三年（304年）正月，成都王司馬穎及河間王司馬顒的聯軍在進攻洛陽的戰事中獲勝，河間王部將張方殺害了以太尉、都督中外諸軍事在朝內主政的長沙王司馬乂。司馬穎戰後獲增封二十郡，拜丞相，返回根據地鄴城。司馬顒不久更表奏立司馬穎為皇太弟，廢掉皇太子司馬覃。司馬穎既為皇太弟，又兼丞相，不但將皇帝用的乘輿服飾全都搬到鄴城，更加上表將禁中宿衞軍移到相府中，改以成都王府人員為宿衞。他僭越奢侈的行為愈見嚴重，無君上之心，又親近寵臣孟玖等，這些種種行為都令眾人失望。

## 經過
永安元年（304年）七月，左衞將軍陳眕、殿中將軍逯苞和成輔、長沙王故將上官巳等人在洛陽召集百官，奉晉惠帝起兵討伐司馬穎。當時他們推了東海王司馬越為大都督，復立被廢的皇后羊獻容及皇太子司馬覃，又傳檄四方，有很多人都響應並派軍前赴。中護軍石超此時就出奔鄴城。大軍帶著晉惠帝北征鄴城，東海王越、司徒王戎、高密王司馬略等一眾宗室和官員都隨軍，行至安陽時大軍已達十多萬人。
鄴城內對大軍將至大感恐懼，司馬穎也想逃走。東安王司馬繇說：「天子親征，直罷甲，縞素出迎請罪。」折衝將軍喬智明也勸說司馬穎主動出降，然而丞相司馬王混及參軍崔曠就力主司馬穎抵抗，司馬穎遂派奮武將軍石超率兵五萬出兵蕩陰迎擊大軍。鄴城人心惶惶的消息被自鄴城南奔的陳眕弟弟陳匡及陳規帶到大軍中，大軍知道後就變得鬆懈，都不提防可能的來襲。另一方面，駐鎮關中的河間王司馬顒就派了張方率兵二萬救援鄴城。
七月己未，石超到蕩陰後主動進擊，大軍因不設防而被擊潰，晉惠帝乘輿被逃命四散的隨從丟棄在戰場上的藁草中，只有侍中嵇紹趕往乘輿保衞惠帝，卻在惠帝身邊遭石超的士兵殺害，惠帝本身面頰也受了傷，中了三箭，且丟失了六顆玉璽。作為大都督的司馬越逃奔回封國東海國處，石超獲得勝利後就俘晉惠帝回鄴。

## 影響
- 司馬穎將皇帝俘到鄴，於是自作主張改元「建武」，置百官，生殺大權由自己掌握，更在鄴南設郊祀，不臣之心更露。另一方面就著手誅除異己，先殺害當時勸他歸降的東安王司馬繇，接著就派軍意圖消滅先前在討伐齊王司馬冏時並不合作的都督幽州諸軍事王浚，最終導致王浚反攻鄴城，司馬穎南奔洛陽並被司馬顒剝奪權位[10]，以及麾下的匈奴人劉淵趁機自立，建立後來覆滅西晉的漢趙。
- 河間王所派的張方一軍並未參與這場戰事，但卻乘勢攻下洛陽，驅逐了留守洛陽的上官巳等人，再廢皇太子司馬覃。張方留守洛陽直至隨後司馬穎逼於王浚挾帝南來，並強逼惠帝西遷至河間王顒所掌的長安[11]。
- 司馬越本一直在洛陽任官，至此役後後被逼返回東方，並在當地積累自己力量，最終擊敗河間王，接掌朝政。東海王在東方聚兵期間，就以琅琊王司馬睿監徐州諸軍事，鎮守下邳，並在出兵西討時留司馬睿居守[12]。司馬睿及後移鎮建鄴，奠下東晉的基礎，讓晉朝國祚得以延續。